# Daniel Kenedy
Daniel Kenedy Pimentel Mateus dos Santos plus communément appelé Daniel Kenedy est un footballeur portugais reconverti entraîneur. Il est né le 18 février 1974 à Bissau (Guinée-Bissau). Il évoluait au poste de latéral gauche, ou de milieu défensif.

## Biographie
Après avoir représenté son pays, le Portugal, lors des JO d'Atlanta 1996, il est appelé pour la Coupe du monde de 2002. Il ne participe finalement pas au Mondial 2002 car il est contrôlé positif au Furosémide.
Après une brève carrière d’entraîneur entraîneur entre 2015 et 2017, il participe à l’émission de télé-réalité portugaise Big Brother Famosos.
Puis en juin 2024, il se fait déclarer insolvable et commence à travailler en tant que chauffeur Uber pour rembourser des dettes de près de 200 000 euros, contractées à cause d’une addiction aux jeux de hasard.

## Palmarès

### En club
- Champion du Portugal en 1994 avec le Benfica Lisbonne
- Vainqueur de la Coupe du Portugal en 1996 avec le Benfica Lisbonne et en 1998 avec le FC Porto
- Vainqueur de la Supercoupe du Portugal en 1998 avec le FC Porto
- Finaliste de la Coupe d'Europe des Vainqueurs de Coupe en 1997 avec le Paris SG

### EnÉquipe du Portugal
- 11 sélections et 1 but avec les Espoirs entre 1994 et 1996
- 5 sélections avec les Olympiques en 1996
- Participation aux Jeux Olympiques en 1996 (4e) avec les Olympiques